# Columbia (Connecticut)
Pour les articles homonymes, voir Columbia.
Columbia est une ville américaine située dans le comté de Tolland au Connecticut.
Columbia devient une municipalité en 1804, en se séparant de Lebanon. Elle doit son nom à l'allégorie américaine.

## Démographie
| 1850 | 1860 | 1870 | 1880 | 1890 | 1900 |
| ---- | ---- | ---- | ---- | ---- | ---- |
| 876  | 832  | 891  | 757  | 740  | 655  |

| 1910 | 1920 | 1930 | 1940 | 1950  | 1960  |
| ---- | ---- | ---- | ---- | ----- | ----- |
| 646  | 706  | 648  | 853  | 1 327 | 2 163 |

| 1970  | 1980  | 1990  | 2000  | 2010  | - |
| ----- | ----- | ----- | ----- | ----- | - |
| 3 129 | 3 386 | 4 510 | 4 971 | 5 485 | - |

Selon le recensement de 2010, Columbia compte 5 485 habitants. La municipalité s'étend sur 21,99 milles carrés (56,95 km2), dont 21,37 milles carrés (55,35 km2) de terres.